# Быкова, Надежда Павловна
Наде́жда Па́вловна Бы́кова (бел. Надзея Паўлаўна Быкава; 15 декабря 1922, д. Терешки, Верхнедвинский район — 16 сентября 2003) — советская работница сельского хозяйства, участница Великой Отечественной войны, Герой Социалистического Труда (1966).

## Биография
Участница партизанского движения в Белоруссии в годы Великой Отечественной войны. С 1949 года — звеньевая льноводческого звена, с 1971 года — полевод, в 1977—1979 годах — доярка колхоза имени Кирова Верхнедвинского района. Звание Героя присвоено Быковой за успехи в увеличении производительности и заготовок льна.